# Angolo d'incidenza (meccanica)

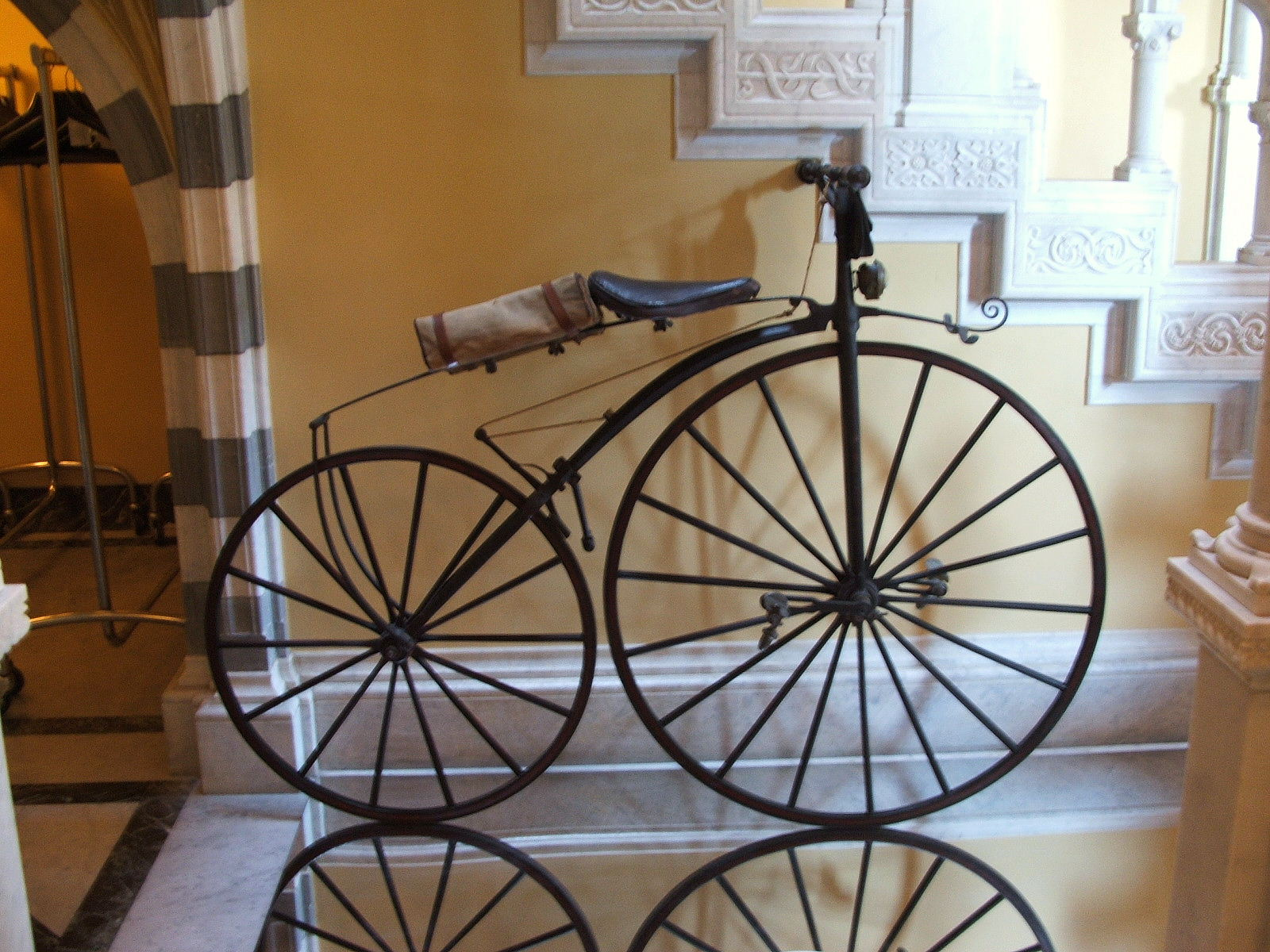
Bici con incidenza della ruota anteriore pari a zero

L'angolo d'incidenza, anche detto caster, è l'inclinazione del vincolo della ruota (asse di rotazione del fuso snodo, chiamato anche porta-mozzo) rispetto alla perpendicolare (rispetto al suolo) passante per il centro della ruota; detto angolo sarà positivo nel caso in cui l'asse del perno della ruota si trovi davanti al punto di contatto di quest'ultima con la superficie di appoggio (in genere il terreno).
In ambito motociclistico viene definito come avancorsa e si distingue non solo perché misurata in mm e non in gradi, ma anche perché l'asse di rotazione della ruota non è vincolato a passare per il centro della ruota stessa, mentre nel caso dell'incidenza deve forzatamente passare per il centro.
La differenza comportamentale tra i due casi è nulla.

## Descrizione

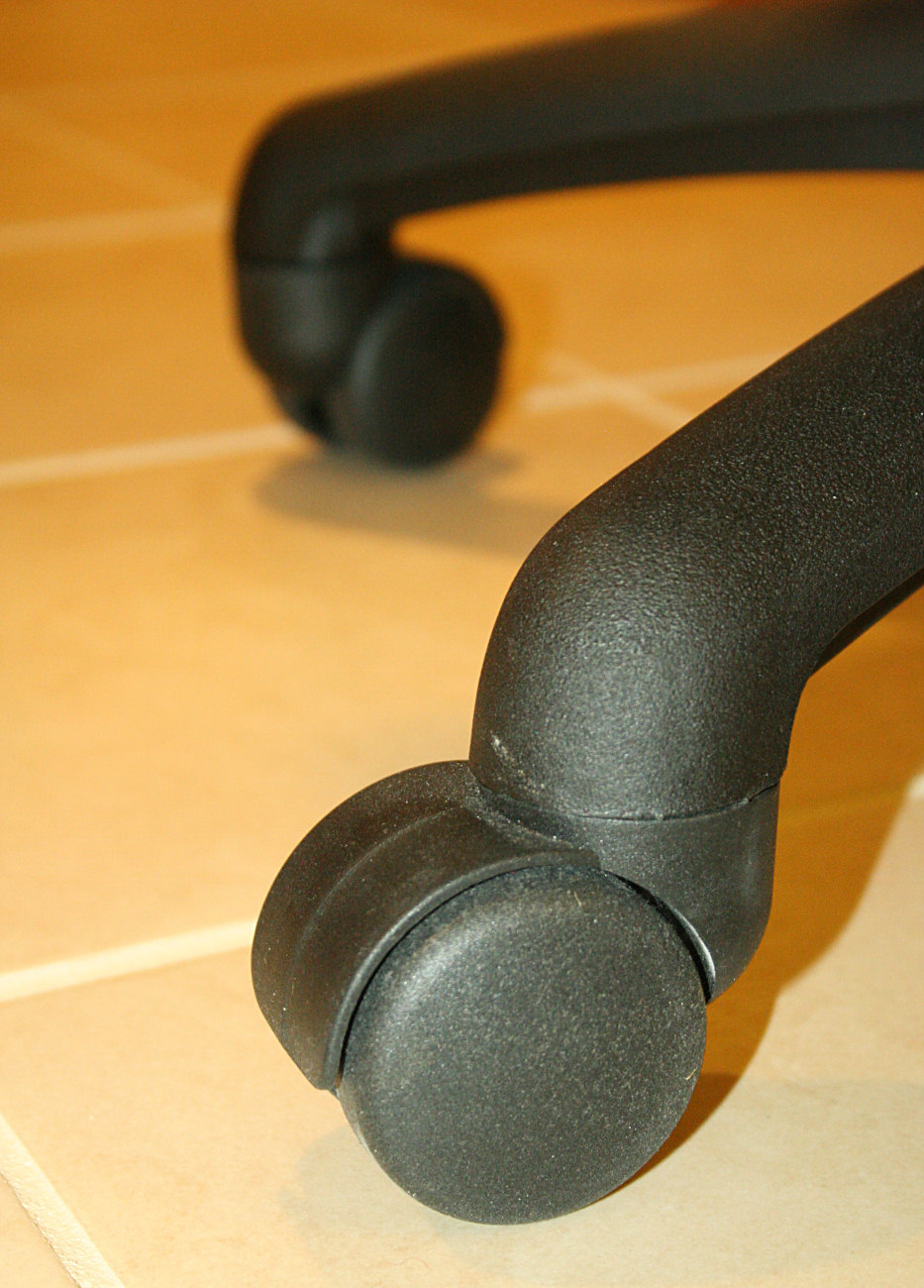
Avancorsa di una ruota per seggiole

Quest'angolo è importante, perché fa sì che la ruota segua il mezzo. La differenza di comportamento tra un'impostazione con asse di rotazione passante per il centro (come accade per le auto) e un'impostazione con asse di rotazione non passante per il centro (caso normale per i motocicli) è praticamente nulla.
L'importante è la differenza di posizione tra l'asse perpendicolare passante per il centro della ruota e l'asse di rotazione della ruota/sistema sospensione ed l'inclinazione, dove in caso di asse di rotazione inclinato si ha una direzione di rotolamento vincolata, mentre in caso di asse perpendicolare al suolo, la direzione ottimale di rotolamento non è vincolata, ma che in quest'ultimo caso necessita di un offset (divario tra il centro della ruota e l'asse di rotazione) per far sì che si ottenga una differenza/distanza tra i due assi e in questo casi si deve parlare di avancorsa.
L'esempio tipico di avancorsa (che è valido anche per l'incidenza) sono le ruote dei carrelli da supermercato o le ruote delle sedie scorrevoli, dove si riesce a vedere perfettamente quest'effetto, dove nel caso le ruote siano poste anteriormente, rispetto al perno e alla direzione della spinta che andiamo a conferire, queste andranno immediatamente dietro al loro perno rimanendoci in modo stabile.

## Caratteristiche

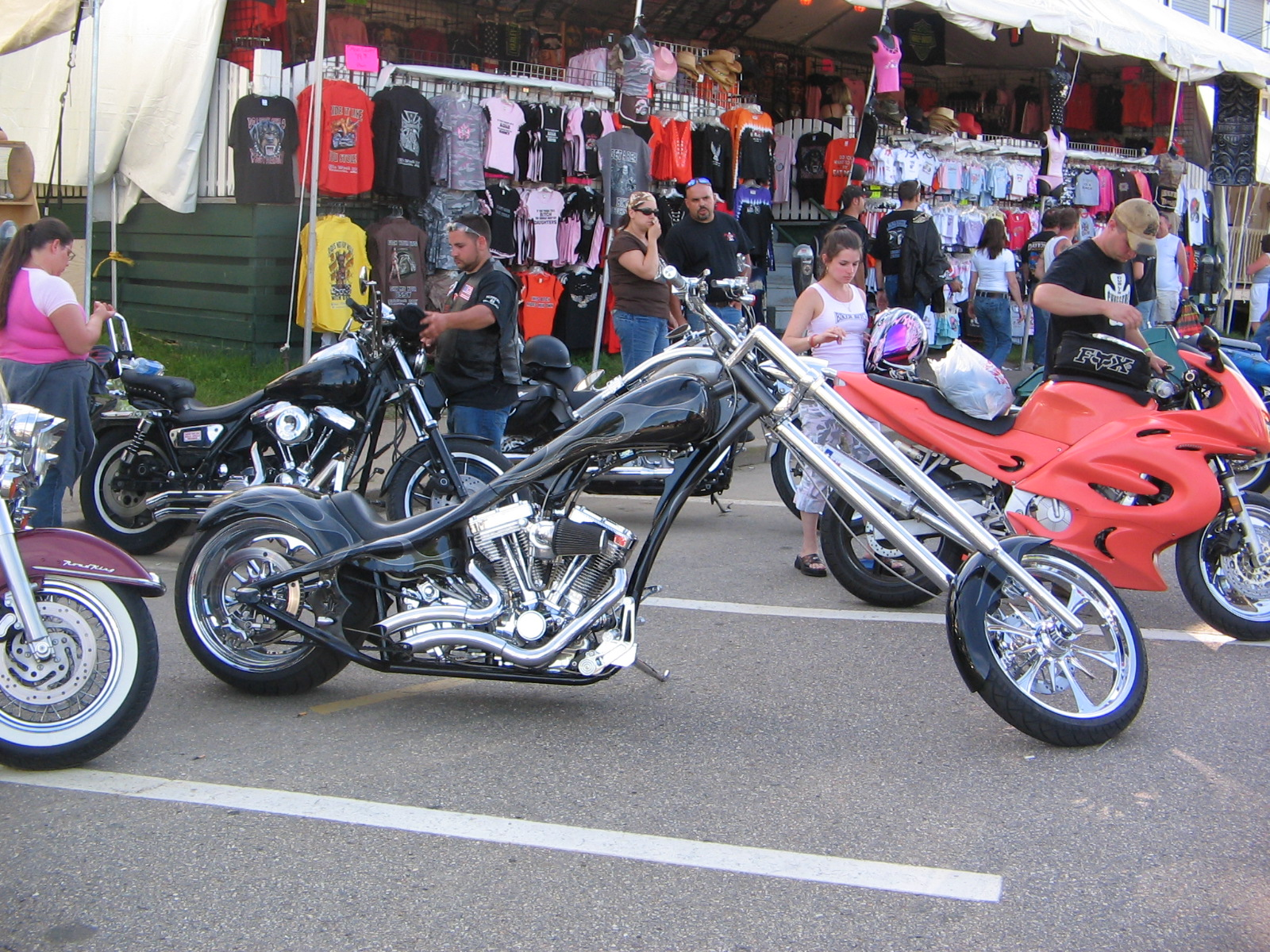
Chopper con avancorsa elevata

Tanto maggiore è quest'angolo e tanto maggiore sarà la stabilità su fondi sconnessi e nelle curve ad alta velocità, ma conferisce un inserimento in curva più brusco, dato che anche con la sola rotazione si ha uno spostamento del veicolo nella direzione da seguire.

## Incidenza reattiva
Derivato dal fatto che nei mezzi di trasporto tale angolo può variare, come nel caso delle motociclette dove la forcella accorciandosi varia i parametri d'inclinazione, lo stesso si ha con l'automobile, dove con l'accorciamento della sospensione anteriore maggiore rispetto alla posteriore si ha un'inclinazione del telaio e rispettiva riduzione dell'incidenza.